# Edwin Radford
Pour les articles homonymes, voir Radford.
Edwin Radford, né le 7 février 1891 dans le Staffordshire et mort à Londres le 15 novembre 1973, est un journaliste et auteur britannique de roman policier. À l’instar de Frances et Richard Lockridge, il écrit ses œuvres en collaboration avec son épouse Mona Augusta Radford, née Mangan, et les publie sous la signature E. et M. A. Radford.

## Biographie
Il fait ses études dans des établissements scolaires du Dorset, puis à l’Université de Cambridge. Il devient ensuite journaliste pendant quarante-cinq ans, commençant au bas de l’échelle en étant rédacteur pour un journal de Bradford, puis critique de théâtre et de musique au Daily Express de Nottingham, et terminant sa carrière au poste de rédacteur en chef et éditorialiste du Daily Mirror de Londres.
Il amorce sa carrière littéraire en 1944 avec Le colonel est mort..., un roman policier où apparaît son héros récurrent le docteur et inspecteur Manson de la police criminelle.  Flanqué de son acolyte, l'inspecteur Holroyd, ce limier revient dans une trentaine d'enquêtes aux récits très standards.  
Le roman The Six Men (1958), qui n'appartient pas au cycle Manson, est une novelisation d'un récit original de E. et M. A. Radford qui a donné lieu au film homonyme dont le scénario a été écrit par Reed De Rouen, Richard Eastham et Michael Law. 
Edwin Radford, qui a également publié seul des ouvrages de références sur l'usage des mots et sur les superstitions, a été élu membre de la Royal Society of Arts.

## Œuvre

### Romans

#### SérieInspecteurDrManson
- Murder Jigsaw (1944) Publié en français sous le titre Le colonel est mort..., Paris, Morgan, coll. Série rouge no 4, 1947
- Inspector Manson's Success (1944) Publié en français sous le titre Le Triomphe de l’inspecteur Manson, Paris, Morgan, coll. Série rouge no 2, 1946
- Crime Pays No Dividends (1945)
- Murder isn't Cricket (1946)
- It's Murder to Live (1947)
- Who Killed Dick Whittington? (1947) Publié en français sous le titre On assassine au premier acte, Paris, Morgan, coll. Série rouge no 20, 1948
- John Kyleing Died (1949)
- The Heel of Achilles (1950)
- Look in at Murder (1956)
- Death on the Broads (1957) Publié en français sous le titre Mort aux pêcheurs, Paris, Presses internationales, coll. Inter-Police Jet no 22, 1960
- Death of a Frightened Editor (1959) Publié en français sous le titre Le Mystère du wagon 14, Paris, Presses internationales, coll. Inter Police Jet no 31, 1960
- Death at the Château Noir (1960)
- Murder on My Conscience (1960)
- Death's Inheritance (1961)
- Death Takes the Wheel (1962)
- From Information Received (1962)
- Murder of Three Ghosts (1963)
- A Cosy Little Murder (1963)
- The Hungry Killer (1964)
- Mask of Murder (1965)
- Murder Magnified (1965)
- Death of a Gentleman (1966)
- Jones's Little Murders (1967)
- The Middlefold Murders (1967)
- No Reason for Murder (1967)
- The Safety First Murders (1968)
- Trunk Call to Murder (1968)
- Death of an Ancient Saxon (1969)
- Death of a Peculiar Rabbit (1969) Publié en français sous le titre Du sang de lapin, Paris, Librairie des Champs-Élysées, Le Masque no 1142, 1970
- Two Ways to Murder (1969)
- Murder Speaks (1970) Publié en français sous le titre Passage dangereux, Paris, Librairie des Champs-Élysées, Le Masque no 1170, 1971
- Murder is Ruby Red (1970) Publié en français sous le titre Du sang pour un rubis, Paris, Librairie des Champs-Élysées, Le Masque no 1180, 1971
- The Greedy Killers (1971)
- Dead Water (1971) Publié en français sous le titre L’Eau morte, Paris, Librairie des Champs-Élysées, Le Masque no 1245, 1972
- Death Has Two Faces (1972) Publié en français sous le titre Le diable rit à minuit, Paris, Librairie des Champs-Élysées, Le Masque no 1264, 1973

#### Autres romans
- Married to Murder (1959)
- Death and the Professor (1961)

#### Novellisation
- The Six Men (1958)

### Autres publications par Edwin Radford seul
- Crowther's Encyclopaedia of Phrases and Origines (1945)
- Encyclopaedia of Superstitions (1948)

### Filmographie
- 1951 : The Six Men, film policier britannique de Michael Law, sur un récit original des Radford.

## Sources
- Jacques Baudou et Jean-Jacques Schleret, Le Vrai Visage du Masque, vol. 1, Paris, Futuropolis, 1984, 476 p. (OCLC 311506692), p. 351-352.
- (en) John M. Reilly (Ed.), Twentieth-century crime and mystery writers, New York, St. Martin's Press, coll. « Twentieth-century writers of the English language », 1982 (réimpr. 1991), 2e éd., 1568 p. (ISBN 978-0-312-82417-4, OCLC 6688156), p. 748.